# Toypurina
Toypurina (1761 - 22 mai 1799) est une guérisseuse et cheffe Tongva. En 1785, elle a mené une révolte contre les espagnols en Californie : elle rassemble six des huit villages ayant attaqué la Mission San Gabriel Arcangel